# Netopýr velkouchý
Netopýr velkouchý (Myotis bechsteinii nebo Myotis bechsteini) je druh netopýra z čeledi netopýrovití. Žije v západní a střední Evropě a v Malé Asii. Na Slovensku je široce rozšířen. V Česku je rozšířen ostrůvkovitě. Největší naleziště v Česku se nachází mezi Borkem, Hosínem a Hrdějovicemi v důlním díle Orty.

## Popis
Netopýr velkouchý patří mezi středně velké druhy netopýrů. Jeho předloktí je dlouhé 39–47 mm. Tělo je dlouhé 45–55 mm a ocas je dlouhý 41–45 mm. Váží 7–12 gramů. Srst je okrově hnědá. Mláďata tohoto druhu jsou šedá. Je to dlouhověké zvíře. Známé jsou i případy kdy se dožili až 21 let.

## Chování
Žije zejména ve smíšených a listnatých lesích, kde loví a obývá dutiny stromů. Žije v koloniích, které se skládají ze 3–10 jedinců. Většinou zimuje ve štolách nebo v jeskyních.